# Station Duisburg-Bissingheim
Station Duisburg-Bissingheim was een spoorwegstation in het stadsdeel Bissingheim van de Duitse stad Duisburg. Het station lag aan de spoorlijn Duisburg-Bissingheim - Duisburg Hauptbahnhof. Sinds 2019 stoppen er geen treinen meer op dit station. 